# Vardarska divizija (Kraljevina Jugoslavija)
Vardarska divizija je bila pehotna divizija Vojske Kraljevine Jugoslavije, ki je bila uničena med aprilsko vojno.
Divizijski štab je bil nastanjen v Bitolju.

## Organizacija
1. september 1939
- štab (Bitolj)

- 21. pehotni polk (Skopje)
- 46. pehotni polk (Bitolj)
- 47. pehotni polk (Debar)
- 29. samostojni artilerijski divizion (Bitolj)
- 13. artilerijski polk (Prilep)